# Alexandria Mills
Alexandria Mills (Louisville, Kentucky, 1992. október 8. –) amerikai modell, szépségkirálynő. 2010. október 30-án megnyerte a 60. Miss World szépségversenyt, amit Kínában rendeztek.
Louisville-ben él, Kentucky államban. Vegetáriánus. Tanulmányait egyetemi bölcsész karon végzi.